# Jean Le Feuvre
Pour les articles homonymes, voir Lefeuvre.
Jean Le Feuvre est un ecclésiastique qui fut évêque de Vannes de 1566 à sa mort en 1570.
Pendant son épiscopat, il assiste aux États de Bretagne qui se tiennent à Vannes à partir du 27 septembre 1567.

## Armoiries
De gueules à la croix d'argent cantonnée de quatre croissants de même.[réf. souhaitée]